# Bo (artiste)
Pour les articles homonymes, voir Bo.
Bo est un musicien français (ex-groupe) de pop, originaire de Paris. Son style musical est un mélange de pop et d'electro.

## Histoire
Son premier album 323 zap Shangaï baseball, sorti en 2004, rencontre un écho favorable dans la presse (Rock & Folk, Rock Sound, ...) et les radios (France Inter, Le Mouv'[réf. nécessaire]. Son premier clip, Vegetable est diffusé sur MCM et MTV. Un deuxième album, Koma Stadium, sort en septembre 2007, et est considéré comme une « étonnante découverte » par la presse spécialisée.
En mars 2012, il sort l’album Schyzopolis.

## Discographie
- 2004 : 323 zap Shangaï baseball
- 2007 : Koma Stadium
- 2012 : Schyzopolis.